# Anne Emery (artiste)
Anne Emery, née à Ivry-sur-Seine en 1958, est une artiste franco-suisse.

## Biographie
Nièce de Denise Emery, Anne Emery suit de 1974 à 1978 une formation à l'École nationale supérieure des arts appliqués et des métiers d'art de Paris, puis entre 1983 et 1986, à l'École nationale supérieure des arts décoratifs de Paris.
Ses domaines artistiques sont la peinture à l'huile, les techniques mixtes, la tempera, la peinture acrylique, l'art vidéo, la peinture et la photographie.
Elle travaille sur la peinture elle-même dans une démarche oscillant entre le figuré et l'abstrait, et une interrogation constante sur le temps. Elle juxtapose et fusionne des images vidéos, puis réalise des montages et des séquences sans contenu narratif pour permettre la libre circulation de l'œil. Des fragments apparaissent dans le champ de l'œuvre, comme réminiscence du passé opérant un flottement entre passé et présent. 
Elle débute souvent avec une référence à une toile célèbre et présente ses tableaux en diptyque. Une autre caractéristique est son utilisation des couleurs qui amènent un sentiment de vivacité dans les œuvres. 
Elle vit actuellement à Paris.

## Distinctions
- Résidence à l’institut Suisse de Rome (2006)
- Résidence Maloja, Suisse (2004)
- Prix spécial du jury du 17e Grand prix de peinture de la ville de Saint-Grégoire (2003)
- Subsides de travail de la fondation UBS pour la culture, Suisse (2001)
- Prix du salon de la jeune peinture, Paris (1998)
- Pensionnaire de l'institut Suisse de Rome (1997-1998)
- Lauréate du concours fédéral des Beaux Arts, Bâle, Suisse (1996)
- Collection publique: Office fédéral de la culture, Berne, Suisse (1996)
- Aide à la création, DRAC Ile de france, Paris (1996)
- Résidence à l'institut Suisse de Rome (2006)
- Résidence Maloja, Suisse (2004)
- Résidence Nairs, Suisse (1999)

## Expositions
Expositions personnelles
- Galerie Mondapart, Vivre au bord du monde, Boulogne (2020) [4]
- Galerie Chantal Bamberger , Strasbourg (2019) [5],[6]
- Galerie 2.13pm, La Celle Saint Cloud (2016)[7]
- Galerie Susanna Rüegg, Zurich (2016)[8]
- Lasécu, espace d’art contemporain, Lille (2015)
- Galerie Chantal Bamberger, Strasbourg (2014)[9]
- WE SUISSE#2 – Galerie Bertrand Hassoun et Galerie Jean Greset, Besançon (2013) [10]
- Galerie Charlotte Norberg, Paris (2011)
- Galerie Charlotte Norberg, Paris (2009)
- Galerie Susanna Rüegg édition & poésie, Zurich (2009)
- Galerie Susanna Rüegg édition & poésie, Zurich (2007)
- Médiathèque, Saint Grégoire (2004)
- Galerie vernisSAGEfinis, Zurich (2004)
- Ambassade de Suisse, Paris (2002)
- Espace Confluences, Paris (2001)
- Galerie Art & Patrimoine, Paris (1999)
- Musée d'art et d'histoire de Neuchâtel. Galerie des Amis des Arts, Suisse (1985)
- Galerie Suisse, Paris (1985)

Expositions collectives
- FATart women in art, Shaffhausen (2019) [11]
- Intimité collective – Enroute Susanna Rüegg, Stäfa (2019)
- Eclore, Galerie 2.13pm, Bougival (2019)[12]
- Fat & Fatart, Arfair, Schaffhouse, Suisse (2018)
- Hi September, Galerie Vitrine 65, Paris (2018)
- Fatart «it’s time to get fat», Artmuc, Munich, Allemagne (2018)
- Quoi de 9 ?, Galerie 2.13pm, La Celle-Saint-Cloud (2018)
- FRUEHLINGSERWACHEN, Galerie Susanna Rüegg, Zurich (2017)
- Lasécu, espace d’art contemporain, Lille (2016)[13]
- ST-ART, salon européen d’art contemporain, Strasbourg (2016)
- To Remember, Galerie Susanna Rüegg, Zurich (2015)
- 71ème biennale d’art contemporain de la Société du Musée des beaux-arts de La Chaux-De-Fonds (2013)
- She’s a rainbow – Galerie jean Greset, Besançon (2013)
- La galerie livrée aux artistes, Duos – Galerie Charlotte Norberg, Paris (2012)
- 70ème biennale d’art contemporain de la Société du Musée des beaux-arts de La Chaux-de-Fonds (2012)
- 5ème biennale armoricaine d’art vivant contemporain, Saint-Brieuc (2011)
- 8ème édition du Festival international d’art visuel – L’été des arts (2011)
- Salon du dessin DRAWNING NOW Paris – Galerie Charlotte Norberg, Paris (2011)
- Juste de passage – Le 19, centre d’art contemporain, Montbéliard (2010)
- 69ème Biennale d’art contemporain de la Société des Amis du Musée des beaux-arts de La Chaux-de-Fonds (2010)
- SLICK Paris – Galerie Charlotte Norberg, Paris (2009)
- Petits Formats, Galerie Charlotte Norberg, Paris (2009)
- Exposition Jeanne Lombard, Musée d'art et d'histoire de Neuchâtel (2008)
- Room 01, Everydaysgallery, Paris (2008)
- Room 00, Everydaysgallery, Paris (2008)
- 68ème Biennale de la Société des Amis du Musée des beaux-arts de la Chaux-de-fonds (2007)
- Saint Grégoire, Grand prix de peinture (2003)
- Lexmark Art Prize. Triennale de Milan (2004)
- Saint Grégoire, Grand prix de peinture (2003)
- Curraint d'ajer, Art in Engiadina Bassa, Nairs, Suisse (1999)
- Jeune Création, Espace Eiffel Branly, Paris (1998)
- Voi site qui, Ex Cartiera, Rome (1998)
- Salon de la jeune peinture, Espace Eiffel Branly, Paris (1998)
- Rencontres d'un jour, Espace Paul Ricard, Paris (1998)
- Salon de Montrouge, ville de Montrouge (1998)
- Concours Fédéral des Beaux-Arts, Bâle, Suisse (1997)[14]
- Centre d'art contemporain (Genève), Genève, Suisse (1997)[15]
- Concours fédéral des Beaux-Arts, Montreux, Suisse (1996)
- Elle qui s'est mise nue devant son aimé, Galerie Alessandro Vivas, Paris (1996)
- Novembre à Vitry, ville de Vitry (1995)